# Сухоляскі
Сухоляскі (пол. Sucholaski, нім. Sucholasken) — село в Польщі, у гміні Видміни Гіжицького повіту Вармінсько-Мазурського воєводства.
Населення — 328 осіб (2011).
У 1975-1998 роках село належало до Сувальського воєводства.

## Демографія
Демографічна структура станом на 31 березня 2011 року:
|          | Загалом | Допрацездатний вік | Працездатний вік | Постпрацездатний вік |
| -------- | ------- | ------------------ | ---------------- | -------------------- |
| Чоловіки | 166     | 34                 | 117              | 15                   |
| Жінки    | 162     | 35                 | 99               | 28                   |
| Разом    | 328     | 69                 | 216              | 43                   |